# Macromitrium evrardii
Macromitrium evrardii är en bladmossart som beskrevs av Thériot 1931. Macromitrium evrardii ingår i släktet Macromitrium och familjen Orthotrichaceae. Inga underarter finns listade i Catalogue of Life.